# Acrossus rufipes
Acrossus rufipes (Linnaeus, 1758) è un coleottero appartenente alla famiglia Scarabaeidae (sottofamiglia Aphodiinae).

## Descrizione

### Adulto

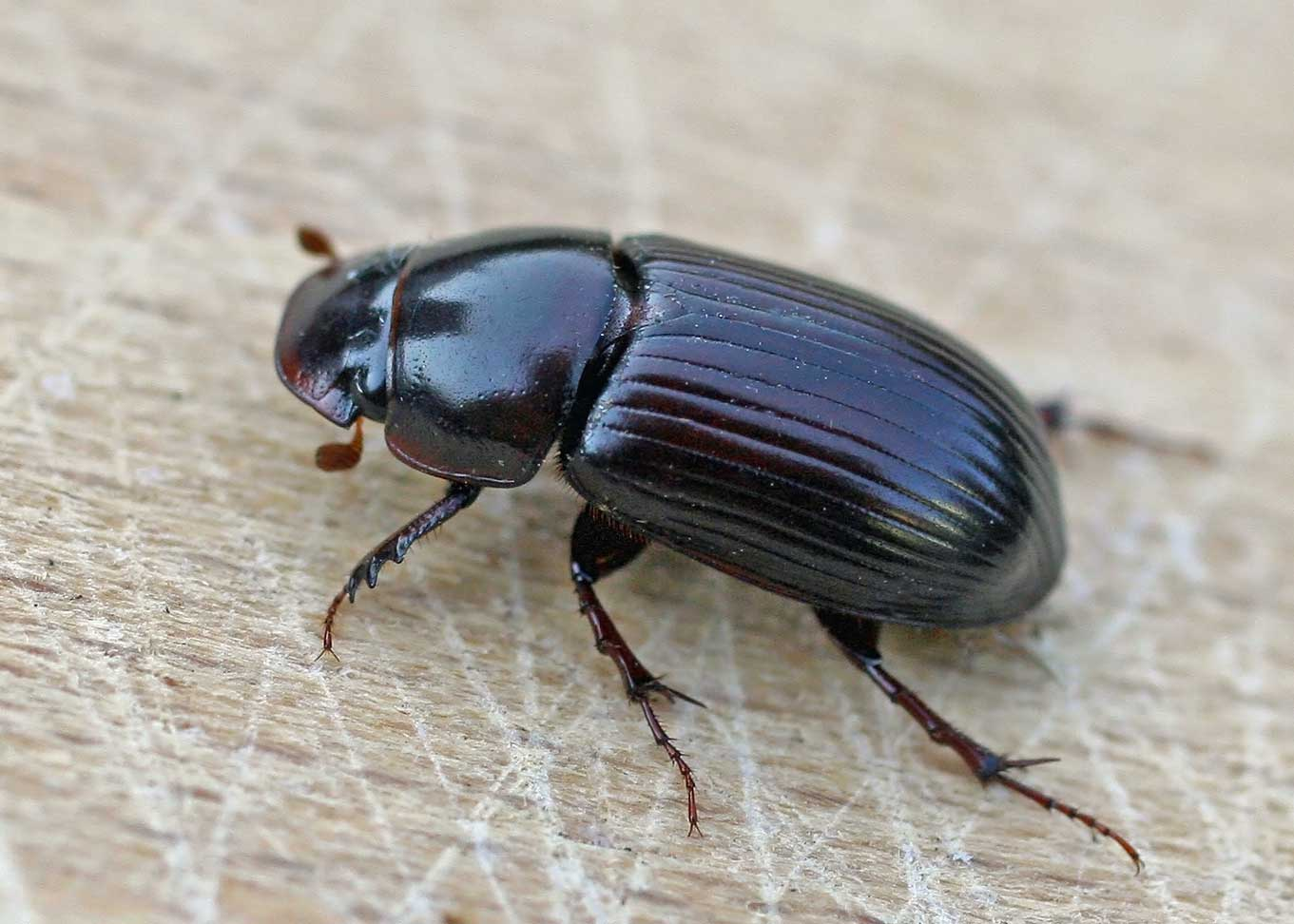

Si tratta di un coleottero di medie dimensioni, oscillanti tra gli 11 e i 16 mm di lunghezza. Le elitre presenta elitre nero lucido, a dispetto del nome, leggermente allargate verso la base e ornate da sottili strie verticali.

## Biologia
Si tratta di un coleottero coprofago endocopride. Le femmine depongono le uova in una camera ricavata direttamente nello sterco in cui poi si sviluppano le larve. Gli adulti sono visibili a partire da marzo restando attivi fino a settembre e sono di abitudini notturne. Si può reperire in pascoli di montagna, collina e pianura ed è spesso più comune verso la fine dell'estate.

## Distribuzione
A. rufipes è reperibile in tutta l'Europa ed è stato importato in Argentina e Africa meridionale.